# Catalano Alfieri
Catalano (o Cattalano) Alfieri (1602 – Torino, 14 settembre 1673) è stato un nobile e militare italiano; proclamato dal duca di Savoia Governatore di Ceva e delle Langhe, fu signore di Castagnole, di Castellinaldo e di metà di Ferrere.
Fu bisnonno del conte Carlo Giacinto Alfieri, terzo marito di Monica Maillard de Tournon e patrigno di Vittorio Alfieri.

## Biografia
Catalano Alfieri nasce nel 1602 ed è figlio di Urbano Alfieri. Era stato avvezzato fin da giovane alla carriera delle armi dal padre che vide cadere ucciso da una palla di cannone in battaglia, mentre si trovava al suo fianco. Eredita così la signoria di famiglia sul territorio di Castagnole delle Lanze come signore di Magliano e di Castagnole. 
Nel 1633 Catalano fondò il Reggimento di Fanteria "Catalano Alfieri" detto poi "Reggimento Piemonte Fanteria" che nel 1814 fu denominato Brigata Piemonte comprendente il 3º ed il 4º reggimento. Fu sempre al servizio di casa Savoia, dando prova di grande valore specie nella conquista della Fortezza di Ceva (1635), di cui fu poi in seguito per vari anni governatore. Così pure si distinse nella cacciata (1643) degli Spagnoli da Asti e, nel 1652, da Torino.
Il Duca Carlo Emanuele II di Savoia affidò a Catalano Alfieri, già vecchio, l'impresa d'impadronirsi di Genova e di Savona. L'impresa fallì e fu accusato di tradimento, rinchiuso nella prigione di Palazzo Madama di Torino, processato, torturato e condannato a morte. Prima che l'esecuzione avesse luogo, Alfieri venne trovato misteriosamente morto nella sua cella, il 14 settembre del 1673. Il suo corpo riposa tuttora nel sepolcreto di famiglia nella Chiesa parrocchiale di Magliano, dove la sua memoria è ricordata anche da un monumento.
Nel 1675, morto anche il duca Carlo Emanuele II, Catalano Alfieri fu riconosciuto innocente e la sua memoria riabilitata dalla reggente duchessa Giovanna Battista di Nemours che restituì al figlio di Catalano, Carlo Emanuele, i beni confiscati. Anche quest'ultimo morì giovane, all'età di 47 anni, nel 1690 e gli successe così il figlio Giuseppe Catalano Alfieri.